# Benelli Armi
Ne doit pas être confondu avec Benelli.
Benelli Armi SpA est un fabricant d'armes à feu italien basé à Urbino dans les Marches, racheté par Beretta en 1983.
Bien connu pour la qualité de ses fusils semi-automatiques et à répétition, ses produits sont utilisés aussi bien par l'armée, les forces de police et les tireurs civils à travers le monde.
Ne pas confondre avec son ancienne maison-mère, Benelli, qui fabrique essentiellement des motos désormais.

## Présentation

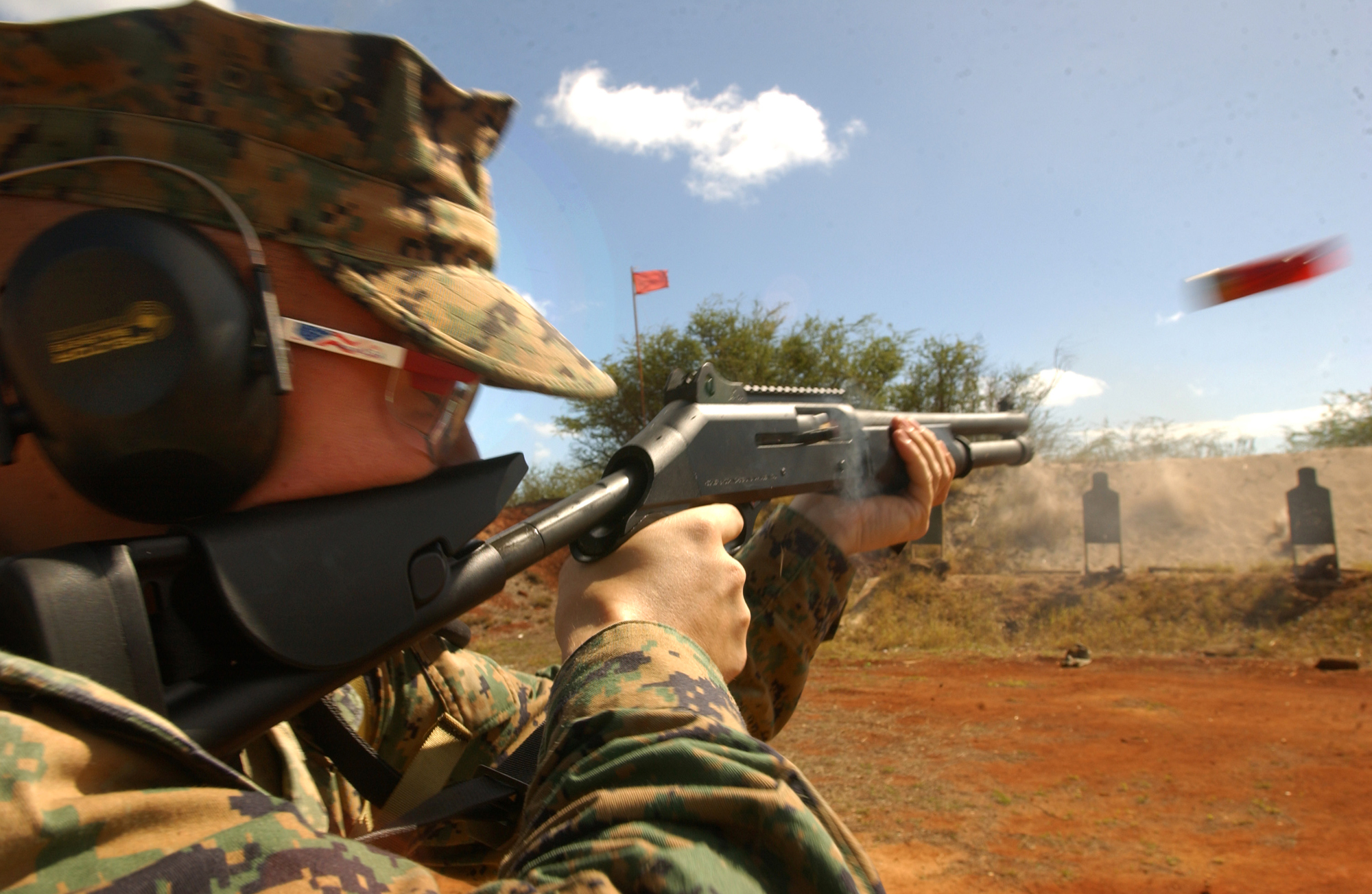
Benelli M4 Super 90 (fusil de combat M1014).

La division Benelli Armi est fondée en 1967 comme une branche de l'usine « Benelli Moto ». La division d'armement est acquise par Beretta en 1983. L'entreprise est basée à Urbino dans les Marches.
Le Benelli M3 au calibre 12 est particulièrement célèbre, qui est largement utilisé par des équipes de forces spéciales.
Benelli a récemment présenté le Benelli M4 Super 90, un fusil à répétition fonctionnant aussi en mode en semi-automatique destiné à l'utilisation militaire en cas de guerre urbaine.
La plupart des fusils de chasse Benelli utilisent un système à ouverture de culasse retardée, développé par Bruno Civolani, d'une conception simple et fiable.
Les fusils de chasse Benelli sont des armes estimées des athlètes, apparaissant souvent dans les Jeux olympiques lors du concours pigeon / skeet.
Le Benelli Nova, M4 Super 90 et le M2 Field sont utilisés par Tom Knapp pendant ses exhibitions de tir au cours desquelles il obtint un record du monde en octobre 2004 en détruisant dix cibles d'argile, lancées dans les airs, avec dix tirs en deux secondes.

## Produits

### Armes de chasse

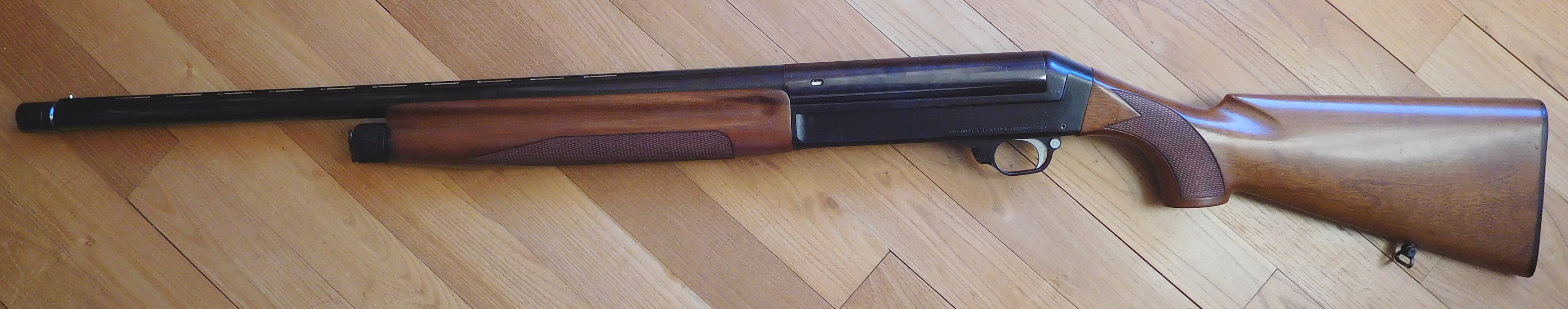
Fusil 121SL80.

- 121SL80
- Benelli Montefeltro
- Benelli Vinci
- Benelli Nova/SuperNova

### Armes de police et militaires
Armes de poing
- Benelli B-76
- Benelli B77

Armes d'épaule
- Super Black Eagle I
- Super Black Eagle II

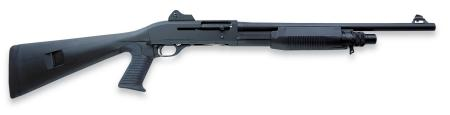
Fusil M3 Super 90.

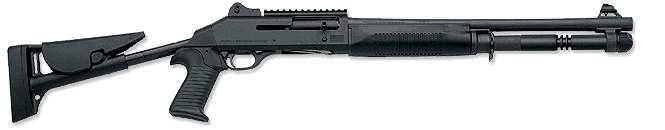
Fusil M4 Super 90.

- MR1, version civile de la Beretta Rx4 Storm
- M1
- M2
- M2
- M3 Super 90
- M4 Super 90

### Armes de sport

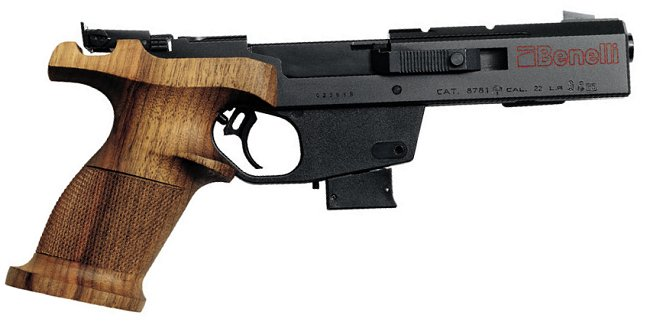
Pistolet MP 95.

Armes de poing
- Pistolet auto modèle TP
- Pistolet auto modèle MP 95 E

Armes d'épaule
- M2 Field
- Benelli Nova